# Зятьково (Московская область)
Зятьково — деревня в составе Темпового сельского поселения Талдомского района Московской области. Население — 3 чел. (2010). Бывший центр Зятьковского сельсовета.

## География
Расположена к западу от Талдома на правом берегу реки Дубны, рядом с деревнями Бережок, и на левом берегу Стариково и Иванцево.
До Талдома ведет сначала просёлочная дорога, которая потом выходит на трассу Р112. С райцентром есть регулярное автобусное сообщение, расстояние до города по дороге — 15 километров. Есть мост через Дубну, который выходит на деревню Стариково.

## История
В Кашинской Писцовой книге 7136—7137 годов (1628—1629 гг.) в стану Гостунском о селе упоминается:
Вознесенского девичья монастыря, что на Москве в Кремле городе в вотчине:
село Зятьково на реке на Дубне, а в нём церковь во имя Архистратига Михаила древян клецки, а церковь и в церкве образы и книги и ризы и колокола и всякое церковное строение монастырское, а на церковной земле во дворе поп Федор Спиридонов, во дворе понамарь Васка Федоров, .. пашни паханые 20 четвертей да перелогом и лесом поросло 10 четвертей в поле, а в дву по тому ж, сена по реке по Дубне 40 копен…
Далее в составе Калязинского уезда Тверской губернии.
По итогам секуляризации Екатерины II в 1764 году село перешло вместе с деревнями Бережково, Акреяново, Кузнецово, Утенино, Нагавицыно, Страшево, Попадьинская, Куймина, Платунина, Гусенкина, Высочкова и Волдина в Ведомство государственных имуществ. В 1781 году числится 9 дворов, 62 жителя, в 1851 году — 28 дворов — 169 жителей, в 1862 году — 27 дворов, проживало 99 мужчин, 133 женщины. Имеется православная церковь, питейный дом. Устроена переправа через р. Дубну.

### После революции 1917 года
Село было центром созданного Зятьковского сельсовета в Ленинской волости Ленинского (Талдомского) уезда Московской губернии.
На 1929 год в Зятьково было 38 крестьянских хозяйств и 9 прочих. Помимо сельсовета в селе была школа 1 ст..
В 1929 году в деревне был образован колхоз «Ленинские всходы».
До муниципальной реформы 2006 года входила в Юдинский сельский округ.

## Население
| 1781 | 1851 | 1859 | 1888 | 1926 | 2002 | 2006 |
| ---- | ---- | ---- | ---- | ---- | ---- | ---- |
| 62   | ↗169 | ↗232 | ↘164 | ↗195 | ↘12  | ↘6   |
| 2010 |      |      |      |      |      |      |
| ↘3   |      |      |      |      |      |      |

На 1929 год было 195 человек, 92 мужчины и 103 женщины.

### Известные люди
- Ребузин Пётр Иванович (род. 1923) — полный кавалер ордена Славы[14].

## Достопримечательности
В деревне находится церковь Казанской иконы Божьей Матери, также известная как храм Преподобного Сергия Радонежского; фасады этой церкви выполнены в стиле классицизма.